# Копкі (Мазовецьке воєводство)
Копкі (пол. Kopki) — село в Польщі, у гміні Вйонзовна Отвоцького повіту Мазовецького воєводства.
Населення — 140 осіб (2011).
У 1975—1998 роках село належало до Варшавського воєводства.

## Демографія
Демографічна структура станом на 31 березня 2011 року:
|          | Загалом | Допрацездатний вік | Працездатний вік | Постпрацездатний вік |
| -------- | ------- | ------------------ | ---------------- | -------------------- |
| Чоловіки | 70      | 18                 | 45               | 7                    |
| Жінки    | 70      | 19                 | 38               | 13                   |
| Разом    | 140     | 37                 | 83               | 20                   |